# Merdivenköy (Kadıköy)
Merdivenköy è una mahalle del distretto di Kadıköy di Istanbul. Alla fine del 2017, la sua popolazione era di 33.166 abitanti.

## Geografia fisica
Merdivenköy si trova nella parte asiatica di Istanbul, fra l'autostrada E-5 a nord e Göztepe a sud. Confina inoltre con Dumlupinar a ovest e Sahrayıcedid a est.

## Storia
Merdivenköy fu teatro di grandi battaglie durante la conquista di Costantinopoli. Il suo nome nel periodo bizantino era Ayamamanos. Merdivenköy era considerato il caseificio degli Ottomani e soddisfaceva i bisogni del palazzo per il latte, il formaggio e lo yogurt.

## Monumenti e luoghi d'interesse
La Moschea di Mihrimah e la Loggia dei Dervisci di Şahkulu Sultan sono gli edifici storici più importanti di Merdivenköy. La Moschea di Mihrimah di Merdivenköy fu costruita nel XVI secolo da Mihrimah Sultan, figlia di Solimano il Magnifico. Da allora fino ad oggi, solo il minareto della moschea è rimasto originale.
Nel quartiere si trovano il policlinico SSK, il dipartimento di polizia distrettuale, un centro sanitario, 5 scuole elementari, 1 scuola superiore, 1 liceo, 1 scuola privata, 1 casa di cura, 1 asilo, 1 ospedale privato, 8 moschee, 1 scuola per autistici, 1 masjid e 8 türbe.